# Pohođenje Blažene Djevice Marije
Pohođenje (pohod) Blažene Djevice Marije je katolički blagdan koji se obilježava 31. svibnja u spomen pohoda Djevice Marije svojoj rođakinji Elizabeti.
Prema Novom zavjetu, Marija je nakon Navještenja pohodila svoju trudnu rođakinju Elizabetu, koju je Bog u dubokoj starosti blagoslovio potomkom. Elizabeta i njen muž Zaharija dobili su sina Ivana, koji je krstio Isusa u rijeci Jordan i koji je skončao život kao mučenik odrubljene glave.
Djevica Marija krenula je u posjet iz svog grada Nazareta u Elizabetino selo Ain Karim, nedaleko Jeruzalema. Put je bio oko 140 km dug, za što je trebalo pet dana pješačenja. Djevica Marija bia je siromašna pa nije mogla drugačije putovati. 
Nakon pet dana, Marija je konačno došla i pozdravila Elizabetu. Čim je Elizabeta čula Djevicu Mariju, zaigralo joj je dijete u utrobi. Osim što je to bio susret Djevice Marije i Elizabete, bio je i prvi susret Isusa i Ivana Krstitelja, koje su trudnice nosile. Elizabeta se napunila Duha Svetoga i izjavila: "Blagoslovljena ti među ženama i blagoslovljen plod utrobe tvoje! (Lk 1, 42)." Taj Elizabetin zaziv postao je sastavni dio molitve "Zdravo Marijo".
Djevica Marija se čudila, otkuda Elizabeta zna, da ona nosi Isusa. Elizabeta je radosno i ushićeno dočekala svoju rođakinju Djevicu Mariju. Marija je od sreće izrekla hvalospjev Bogu, što je njoj neznantnoj službenici povjerio tako odgovornu zadaću, da bude Majka Božja. U hvalospjevu se ogleda na prošlost i budućnost i govori kako će Isus preporoditi svijet. Hvalospjev se zove "Veliča" i počinje riječima: "Veliča duša moja Gospodina i klikće duh moj u Bogu, mome Spasitelju, što pogleda na neznantost službenice svoje: odsad će me, evo, svi naraštaji zvati blaženom (Lk 1, 46-48)." 
Svećenici svaki dan izgovaraju ovaj Marijin hvalospjev.
Marija je ostala s Elizabetom oko tri mjeseca, a onda se vratila kući (Lk 1, 56). Vratila se prije nego što je Elizabeta porodila Ivana Krstitelja.
Blagdan je srednjovjekovnog postanja (prvi put se spominje 1263.), a nekada se slavio 2. srpnja. Slavi se također i u anglikanskoj crkvi.

## Vanjske poveznice
Ostali projekti
|  | Zajednički poslužitelj ima još gradiva o temi Pohođenje Blažene Djevice Marije |

Mrežna mjesta
- Snježana Majdandžić-Gladić, Pohod Blažene Djevice Marije, www.vjeraidjela.com (IA)
- Ante Škrobonja, "Pohođenje Elizabeti" – kršćanska imaginacija trudnoće u četiri primjera iz hrvatske sakralne baštine, Medicus 2/2013.